# Eugeniusz Lubomirski (1825–1911)
Eugeniusz Adolf Lubomirski, książę (ur. 17 czerwca 1825 w Dubrownej, zm. 15 września 1911 w Kruszynie) – działacz polityczny i gospodarczy, kolekcjoner dzieł sztuki i bibliofil.
Syn Eugeniusza i Marii Czackiej, brat: Jana Tadeusza i Władysława Emanuela. Pierwszą jego żoną została Krystyna Lubomirska, którą poślubił 4 maja 1850 w Warszawie. Po raz drugi ożenił się  5 czerwca 1859 – z Różą Zamoyską. Para doczekała się sześciorga dzieci: czterech synów (Władysława, Stanisława Sebastiana, Stefana i Konstantego Eugeniusza) oraz dwóch córek: Róży Zofii wydanej za Artura Władysława Potockiego oraz Krystyny Marii, żony Władysława Tyszkiewicza.
Właściciel majątków: Dubrowna, Uchanie i Kruszyna. W Kruszynie osiedlił się w 1862. W pałacu przez 49 lat zgromadził pokaźną kolekcję dzieł sztuki i bibliotekę. Pochowany został w grobowcu rodzinnym na miejscowym cmentarzu odnowionym staraniem spadkobierców w 2004.